# Vikhög
Vikhög är ett litet fiskeläge vid Öresundskusten i Löddeköpinge socken och en småort i Kävlinge kommun. 
Närmaste större tätort är Löddeköpinge, cirka fem kilometer i nordost. Byn ligger längst ut på en udde med avgränsning mot Kävlingeåns utlopp och Lommabukten söderut och Salviken norrut. På andra sidan Salviken ligger Barsebäcks kärnkraftverk, numera taget ur drift.

## Historia
Det finns belägg för att de första bosättarna kom till Vikhög i början av 1800-talet, men platsen har troligen varit bebodd redan under brons/järnåldern med tanke på att det finns ett par gravhögar från denna tid.

## Samhället
År 2005 fanns det 50 fastigheter med ca 70 bosatta året runt. Hälften av fastigheterna är fritidshus. Orten har en småbåtshamn.

## Bilder

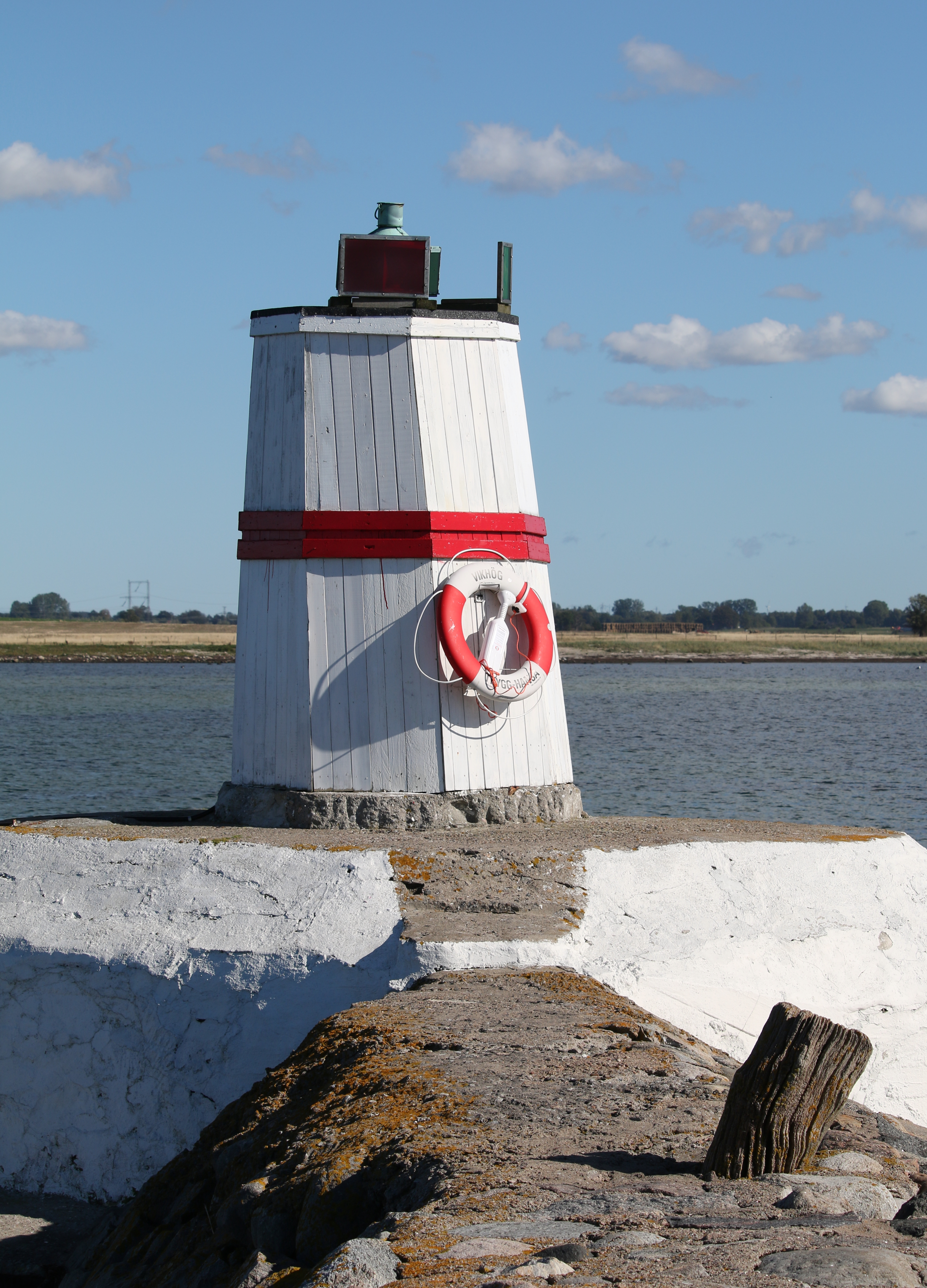
Vikhögs fyr
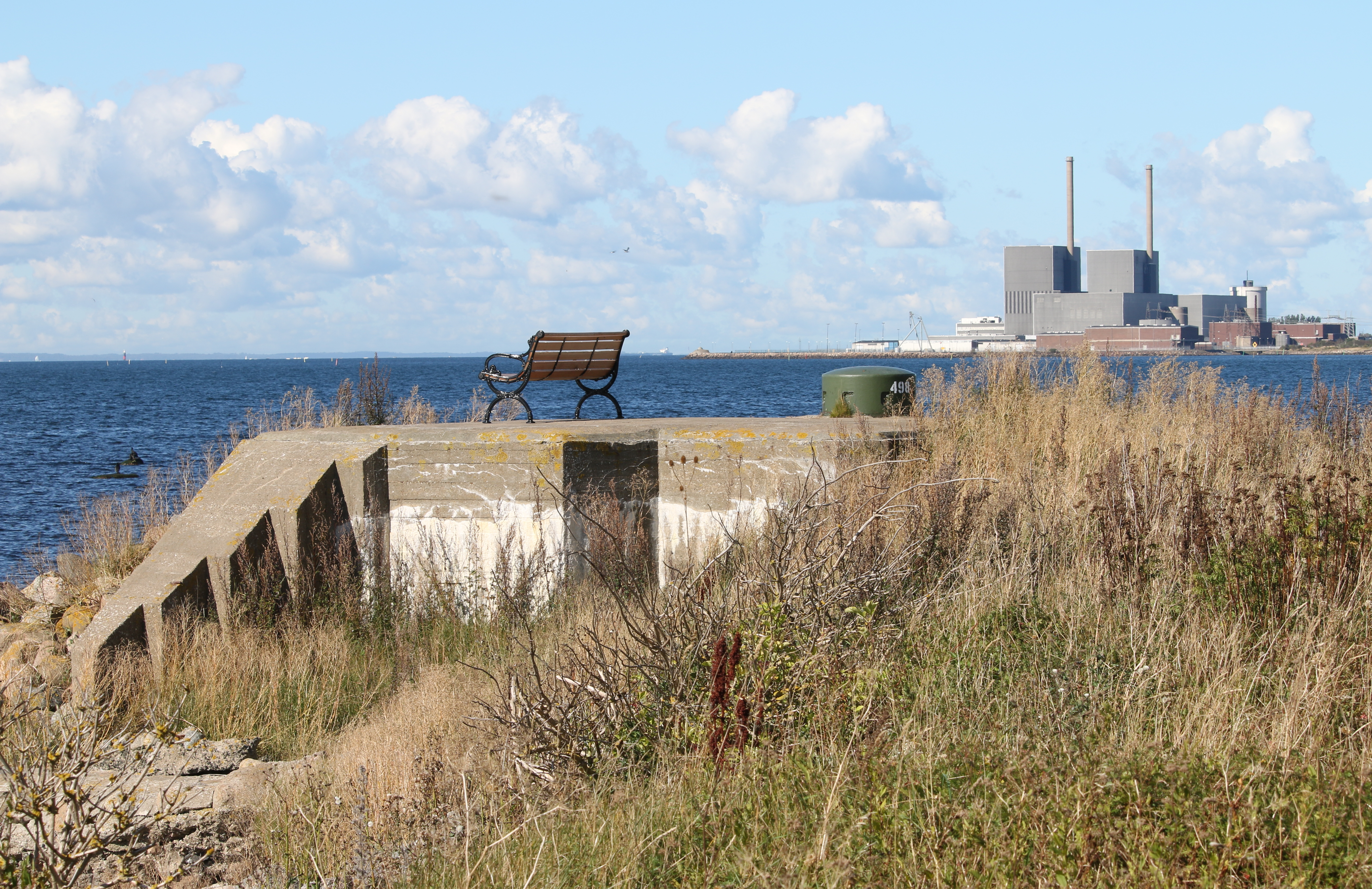
Bunker vid hamnen